# ONEOK Field
L'ONEOK Field, est un stade de baseball de 7 833 places situé à Tulsa dans l'État d'Oklahoma.
Il est officiellement inauguré le 8 avril 2010. C'est le domicile des Drillers de Tulsa, club de niveau Double-A évoluant en Ligue du Texas, également la franchise de soccer de la United Soccer League, les Roughnecks de Tulsa.

## Histoire
L'avenir du nouveau stade a été menacé par l'effondrement financier de son plus grand donateur, SemGroup (en). La cérémonie officielle de première pelletée de terre eu lieu le 19 décembre 2008. Le 12 janvier 2009 est signé un partenariat avec la société ONEOK. Le stade prend le nom de ONEOK Field, appliquant un naming de 20 ans.
La rencontre inaugurale du ONEOK Field se déroule le 8 avril 2010, les Drillers de Tulsa affronte les Hooks de Corpus Christi (en) devant une foule de 8 665 spectateurs. Les Drillers perdent la rencontre par un score de 7-0. Le record d'affluence du stade est établie, le 7 mai 2010, lorsque 9 417 spectateurs lors d'une rencontre entre les Sooners de l'Oklahoma et les Cowboys d'Oklahoma State lors des Bedlam Series.
Les Roughnecks de Tulsa, une nouvelle franchise de soccer de la United Soccer League, disputent ses rencontres au ONEOK Field. Pour la première rencontre de son histoire, les Roughnecks fait un match nul de 1-1 lors du premier derby contre l'Energy d'Oklahoma City devant une foule de 8 335 spectateurs le 28 mars 2015.

## Galerie

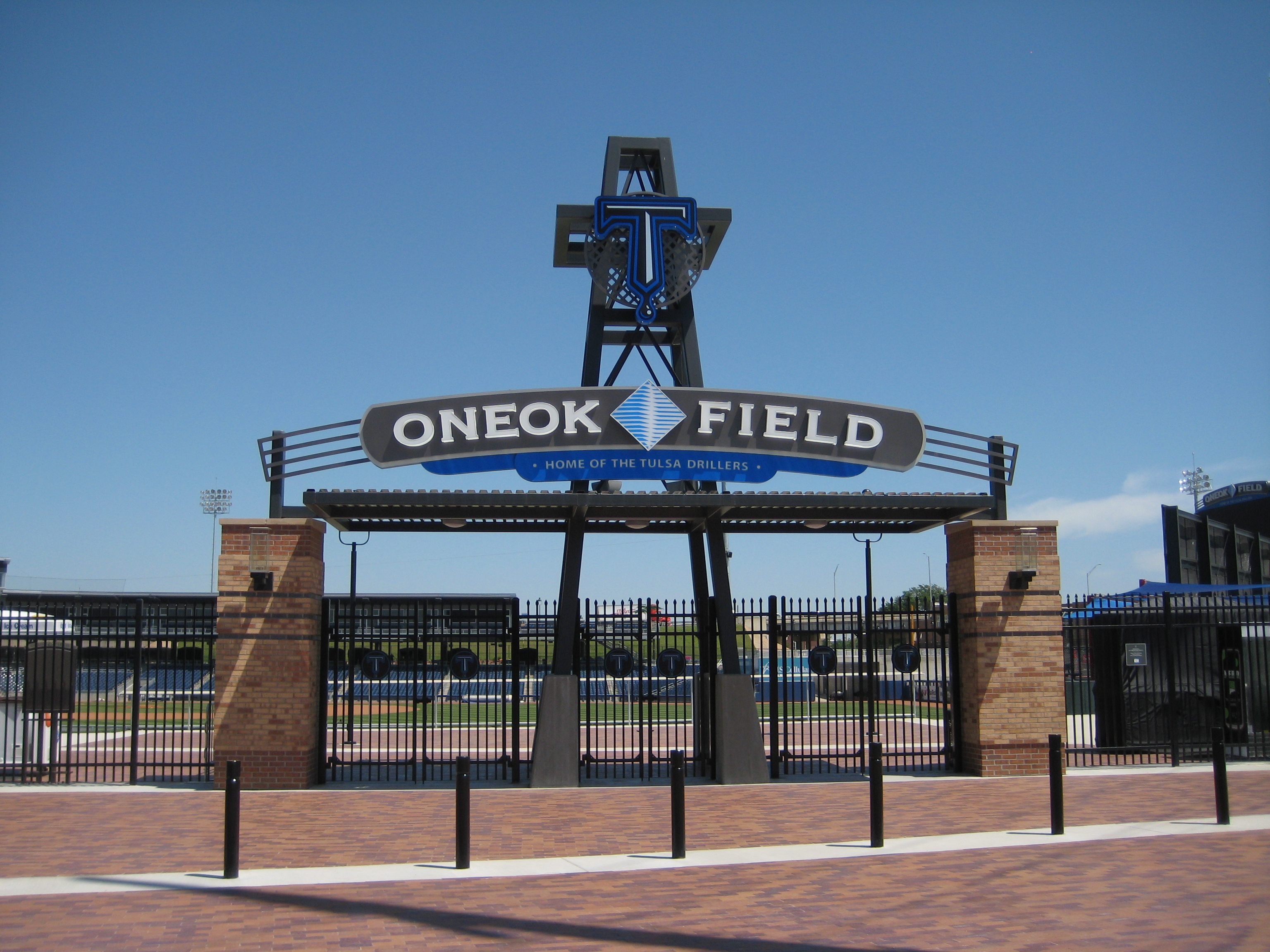
Façade
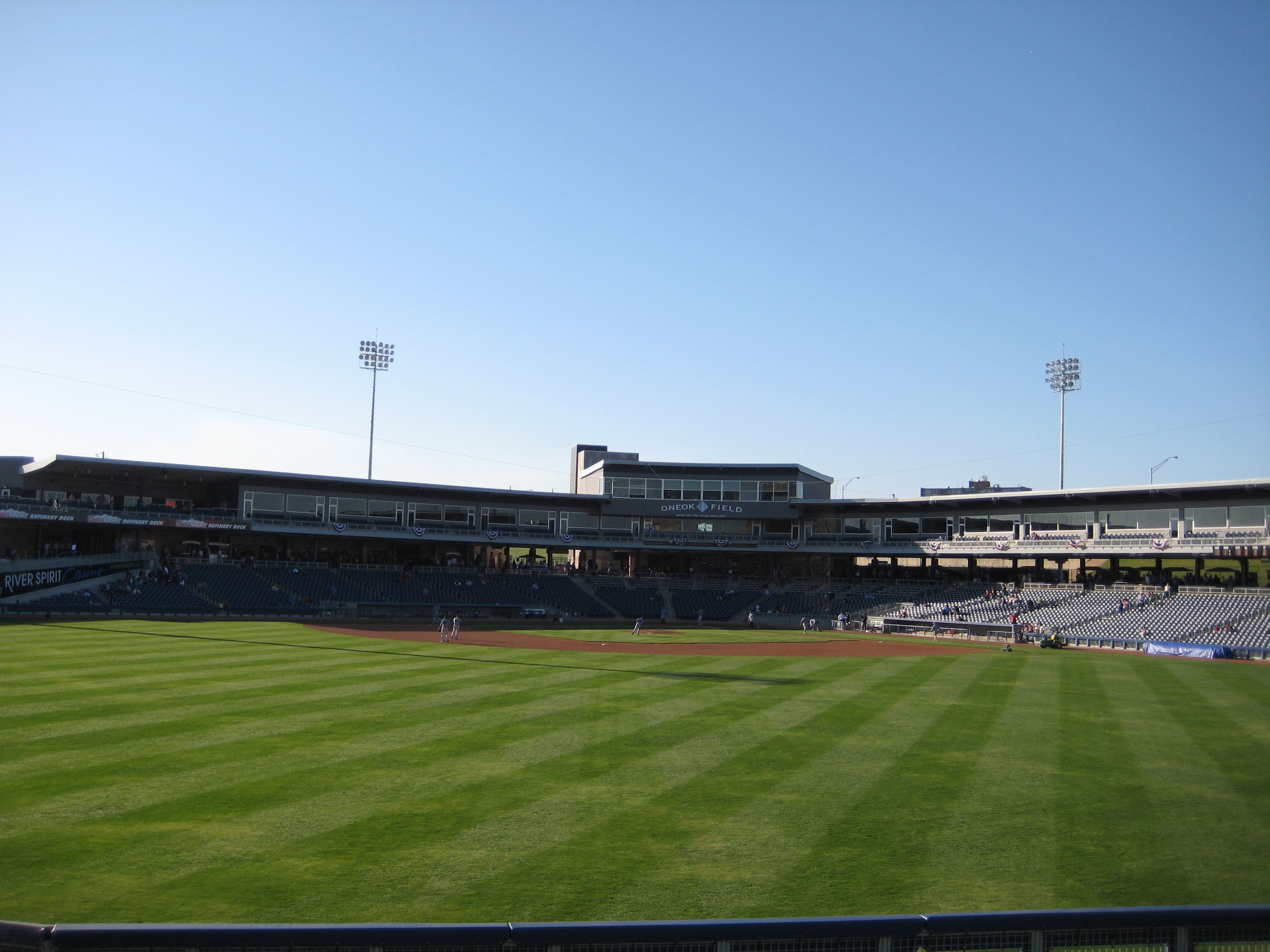
Intérieur du stade